# Echinocactus
Echinocactus  este un gen de cactuși mari și frumoși, cu spini lungi și flori mici; exista șase specii.
O foarte cunoscută specie este: Echinocactus grusonii Mexic. Atinge puțin peste 1 m înălțime. Coastele sunt numeroase și pronunțate, au spini lungi și galbeni. Cu vârsta apar alții mici și de asemenea sunt galbeni. Se consideră ușor de întreținut și are o creștere relativ rapidă.

## Specii

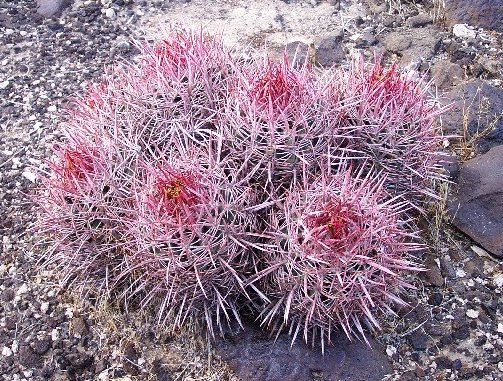
Echinocactus grusonii
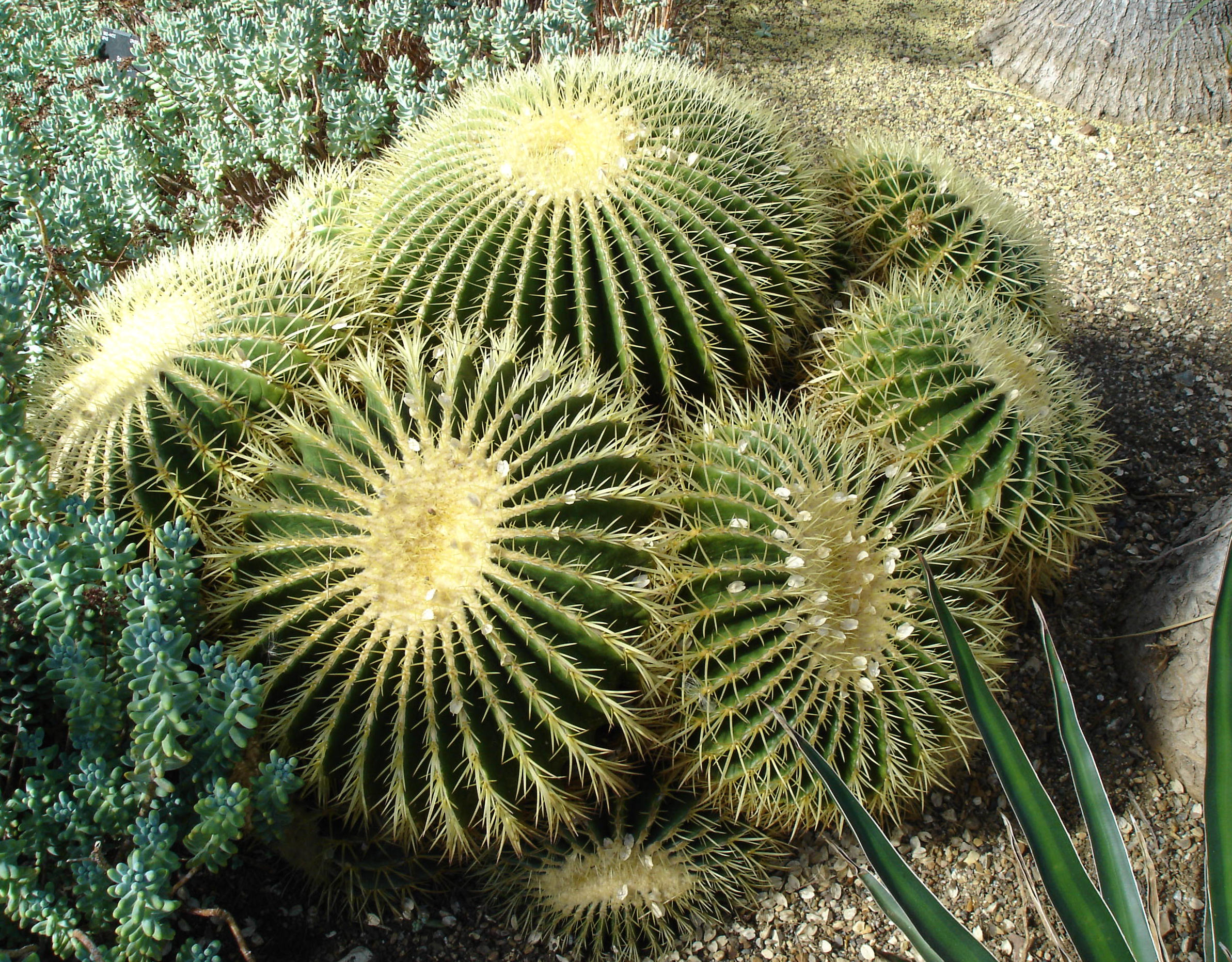
Echinocactus horizonthalonius
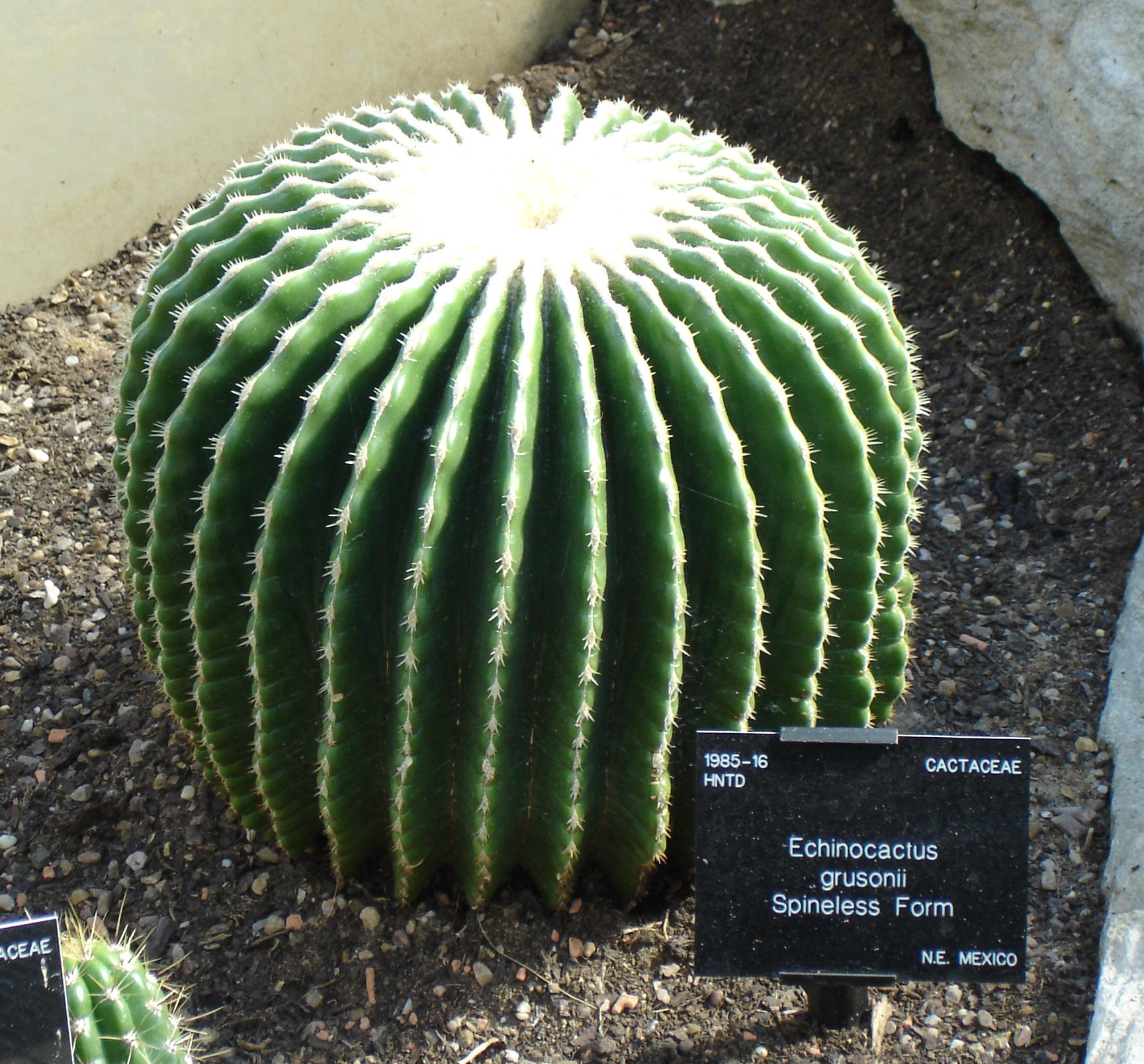
Echinocactus grusonii spineless from

- Echinocactus platyacanthus
- Echinocactus polycephalus cacto del harem
- Echinocactus texensis candy cactus
- etc.

## Sinonime
Următoarele specii se consideră sinonime cu Echinocactus:
- Brittonrosea Speg.
- Echinofossulocactus Lawr.
- Homalocephala Britton & Rose